# Börje Haag
Börje Haag – szwedzki żużlowiec.
Brązowy medalista indywidualnych mistrzostw Szwecji (Sztokholm 1948). Trzykrotny medalista drużynowych mistrzostw Szwecji: dwukrotnie srebrny (1948, 1949) oraz brązowy (1950).
W lidze szwedzkiej reprezentant klubów: SMK Sztokholm (1948–1949) oraz Monarkerna Sztokholm (1950).